# Короткохвостый варан
Короткохвостый варан (лат. Varanus brevicauda) — вид ящериц из семейства варанов. Самый мелкий вид в семействе.

## Описание

### Внешний вид
Максимальная длина тела с хвостом не более 20 сантиметров. Тело и голова палево-жёлтые или розовато-коричневые со множеством тёмных и белых пятен. Брюхо белое. Хвост в сечении круглый.

### Распространение и места обитания
Населяет аридные песчаные области северных районов западной Австралии и запада Северной территории.
Держится участков зарослей триодии (Triodia).